# Liocrops pseudoluteata
Liocrops pseudoluteata is een vlinder uit de familie van de eenstaartjes (Drepanidae). De wetenschappelijke naam van de soort is voor het eerst geldig gepubliceerd in 1929 door Van Eecke.